# Rondeletia aristeguietae
Rondeletia aristeguietae är en måreväxtart som beskrevs av Julian Alfred Steyermark. Rondeletia aristeguietae ingår i släktet Rondeletia och familjen måreväxter. Inga underarter finns listade i Catalogue of Life.